# Партія «капелюхів»
Партія «капелюхів» (швед. hattpartiet, hattarna) — шведська політична партія періоду  «Епохи свободи». Їхня назва походить від трикутного капелюха, який носили офіцери та джентльмени. У шведській політиці XVIII століття "капелюхи" представляли консерваторів, а "ковпаки" — лібералів. "Капелюхи", які правили Швецією з 1738 по 1765, виступали за союз із Францією та рішучу зовнішню політику, особливо щодо Росії. Під час свого правління вони втягнули Швецію у дві дорогі та катастрофічні війни в 1740-х та 1750-х роках.

## Історія

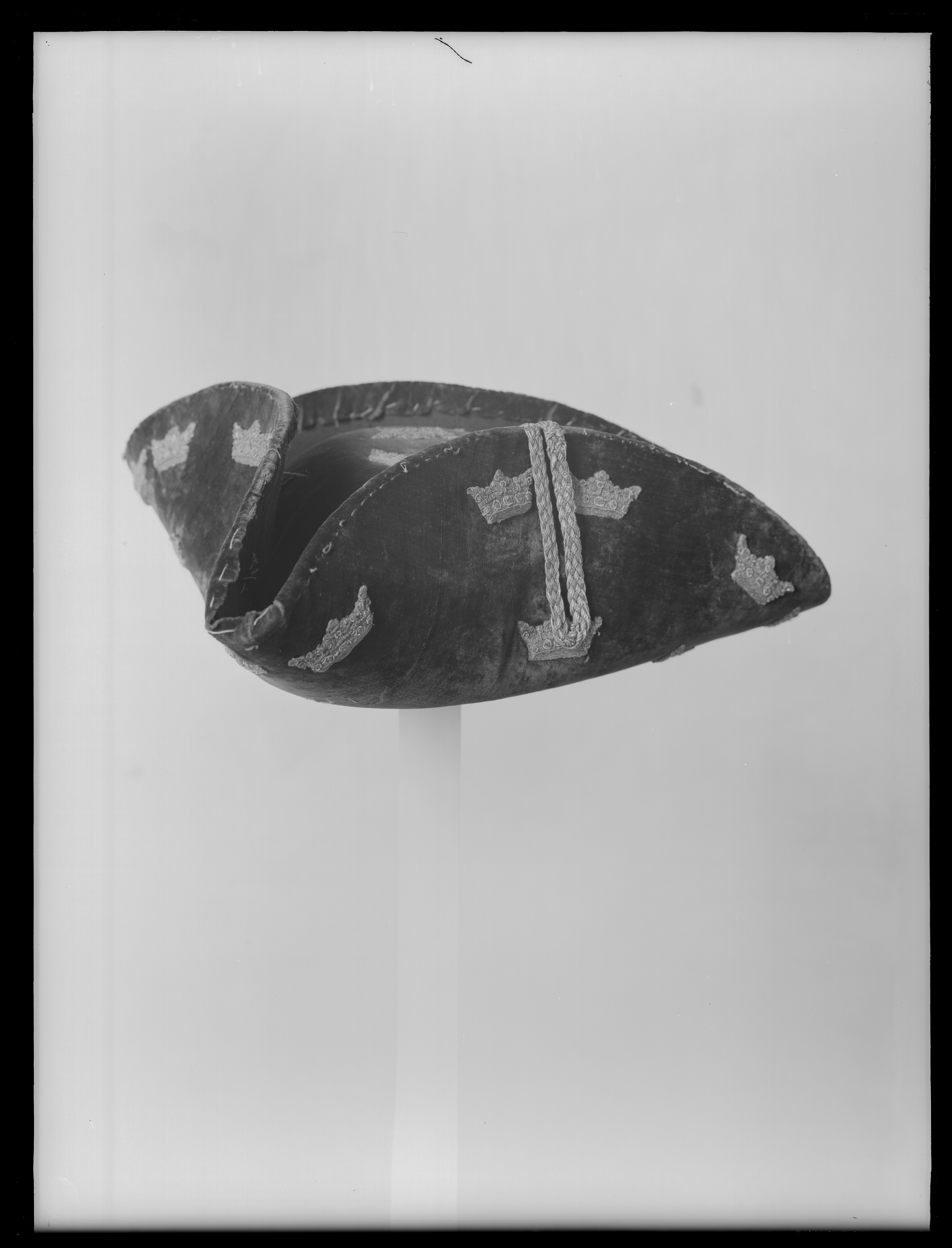
Капелюх збереженний у шведському гарнізоні.

Виникла у 30-ті роки XVIII ст. і була об'єднанням різноманітних груп в тодішньому ріксдазі, незгідних з обережною політикою, яку проводив президент Канцелярії Арвід Горн. Коли партія тільки-но організовувалась, до неї ввійшли декілька членів голштинської партії. Перш за все це член риксрода Карл Юлленборг і президент Комерц-колегії Андерс Юган фон Гепкен. На початках виступали як противники короля Фредріка і мали про пруські настрої. Однак на початку 1730-х років їм вдалося увійти у довіру до короля і його фаворитки Хедвіги Таубе. Щоб здобути прихильність бюргерів, майбутні «капелюхи» виступили за проведення значно суворої меркантилістської політики, ніж це робив А. Горн. Під час риксдагу 1734 року вони об'єдналися з партією війни, яка виникла через початок Війни за польську спадщину. Так було започатковано партію «капелюхів».
Новостворена партія виступала за реваншистську війну проти Росії та відновлення позицій Швеції на політичній арені Європи, а також за прискорений розвиток економіки (перш за все промисловості та торгівлі) шляхом збільшення мита, державної підтримки підприємців, низький процент під заставу у банках і т. д.
Партія мала підтримку, перш за все серед молодих дворян, а також серед промисловців і великих торгівців. Для збільшення використовували агітацію серед населення, розповсюджували листівки, памфлети. Фінансову підтримку активно надавала Франція.
З початком в 1736 р. російсько-турецької війни у Швеції збільшились реваншистські настрої, які в 1739 р. що ще більше підігріло вбивство росіянами офіцера Малькольма Сінклера, який повертався з Туреччини з важливими документами.
На риксдазі 1738 р. «капелюхи» змогли затягнути на свою сторону більшість дворянського і бюргерського станів, що дозволило поставити під свій контроль Секретний комітет. Використовуючи доволі безцеремонні методи, партія змусила А. Горна піти у відставку і вигнала його прибічників з ріксрода.
1740 року розпочалася «Війна за австрійську спадщину» (1740—1748). За підтримку у війні Франція пообіцяла Швеції щедрі субсидії. На парламентській сесії риксдагу 1740—1741 рр. більшість здобули «капелюхи», які погодилися підтримати Версаль. У березні 1741 року Швеція оголосила війну Російській імперії.
Стокгольм мав безпосередньо загрожувати російській столиці, щоб відвернути росіян від загальноєвропейських подій. У роки Війни за австрійську спадщину, північна імперія була союзником австрійських Габсбургів — ворогів Франції.
Хоча шведи зазнали поразки в Російсько-шведській війні (1741—1743), це не послабило позиції «капелюхів». На ріксдазі 1746—1747 років вони здобули повну перемогу над «ковпаками», які підтримували тісні зв'язки з Росією.
У 50-х роках партія стала першим захисником прав від посягань на них влади короля. Після невдалого державного перевороту 1756 р. вплив партії досяг свого апогею. Переживши поразку у війні з Росією 1741—1743 роках партія зробила акцент на укріпленні захисту Швеції. У той час оновили флот та укріпили оборону на кордоні Швеції та Росії
В кінці 50-х рр. партія «капелюхів» вступила у смугу кризи, яка була спричиненою участю Швеції у Семирічній війні, в результаті якої були підірвані фінансова та грошова система країни. Суперечності у всередині партії призвели до розколу та створення всередині неї різноманітних фракцій. На рисдазі 1760-62 років. позиції «капелюхів» опинились у новому негативному становищі, а на зборах станів у 1765-66 роках до кінця підірвано. «Капелюхи» шукали підтримки у придворної партії, і завдяки союзу с нею їм вдалось в 1769 році. знову прийти до влади. Однак весною 1772 року вони знову зазнали поразки від партії «ковпаків». Ряди партії меншали, багато з «капелюхів» перейшло на сторону короля Густава III. Вони із захватом зустріли здійснений ним у квітні 1772 року, державний переворот, що поклав край «Епосі Свободи» та започаткував «густавіанський абсолютизм».

## Назва
Своїх противників прибічники реваншистської війни з Російською імперією презирливо називали «нічними ковпаками». Себе ж на противагу їм стали називати «капелюхами».

## Лідери партії «капелюхів»
- Карл Юлленборг
- Карл Густав Тессін
- Андерс Юган фон Гепкен
- Аксель фон Ферзен